# Julien Péluchon
Julien Péluchon, né en 1978, est un écrivain français.

## Œuvres
- Formications, Paris, Éditions du Seuil, coll. « Fiction & Cie », 2006, 244 p.  (ISBN 2-02-088125-X)[1]
- Pop et Kok, Paris, Éditions du Seuil, coll. « Fiction & Cie », 2012, 161 p.  (ISBN 978-2-02-105506-1)[2]
- Kendokei, Paris, Éditions du Seuil, coll. « Fiction & Cie », 2015, 155 p.  (ISBN 978-2-02-105478-1)[3]